# 竺水招
竺水招（1923年—1968年），中国浙江嵊县人，越剧女演员，擅长小旦以及小生，被誉为“越剧西施”，为越剧十姐妹之一。

## 生平
1921年，生于浙江嵊县金庭乡灵鹅村，原名竺云华。
1932年，进入天蟾舞台学习越剧。
1946年，与尹桂芳、袁雪芬、范瑞娟、傅全香、徐玉兰、筱丹桂、徐天红、张桂凤和吴小楼义演越剧《山河恋》，史称越剧十姐妹。
1947年9月,在上海成立云华剧团，任团长。1951年，在上海,与商芳臣重建云华剧团。1954年，率云华剧团去江苏南京。1956年3月，云华剧团改名为南京市越剧团，任团长。
1968年，因受迫害致死。

## 艺术成就
竺水招戏路宽广，生旦兼工,有“竺派”之称，被观众誉为“越剧西施”

## 代表作品

### 越剧
- 《三看御妹》
- 《南冠草》饰演夏完淳
- 《文天祥》
- 《柳毅传书》饰演柳毅
- 《碧玉簪》饰演李秀英

### 电影
越剧电影《柳毅传书》1962年